# Bibliothek der Freien
Die Bibliothek der Freien existiert seit Dezember 1993 in Berlin als anarchistische Spezialbibliothek und hat seit August 1996 die zusätzliche Aufgabe, anarchistische, freiheitlich-sozialistische und syndikalistische Literatur zu archivieren.

## Geschichte
Unter dem Namen „Barbate“ wurde die heutige Bibliothek der Freien im Dezember 1993 gegründet. Anfangs war sie in einem Raum im anarchistischen Infocafé El Locco in Berlin-Kreuzberg untergebracht. Nach der Schließung des El Locco zog die Bibliothek der Freien im Jahr 2000 ins Haus der Demokratie nach Berlin-Prenzlauer Berg.

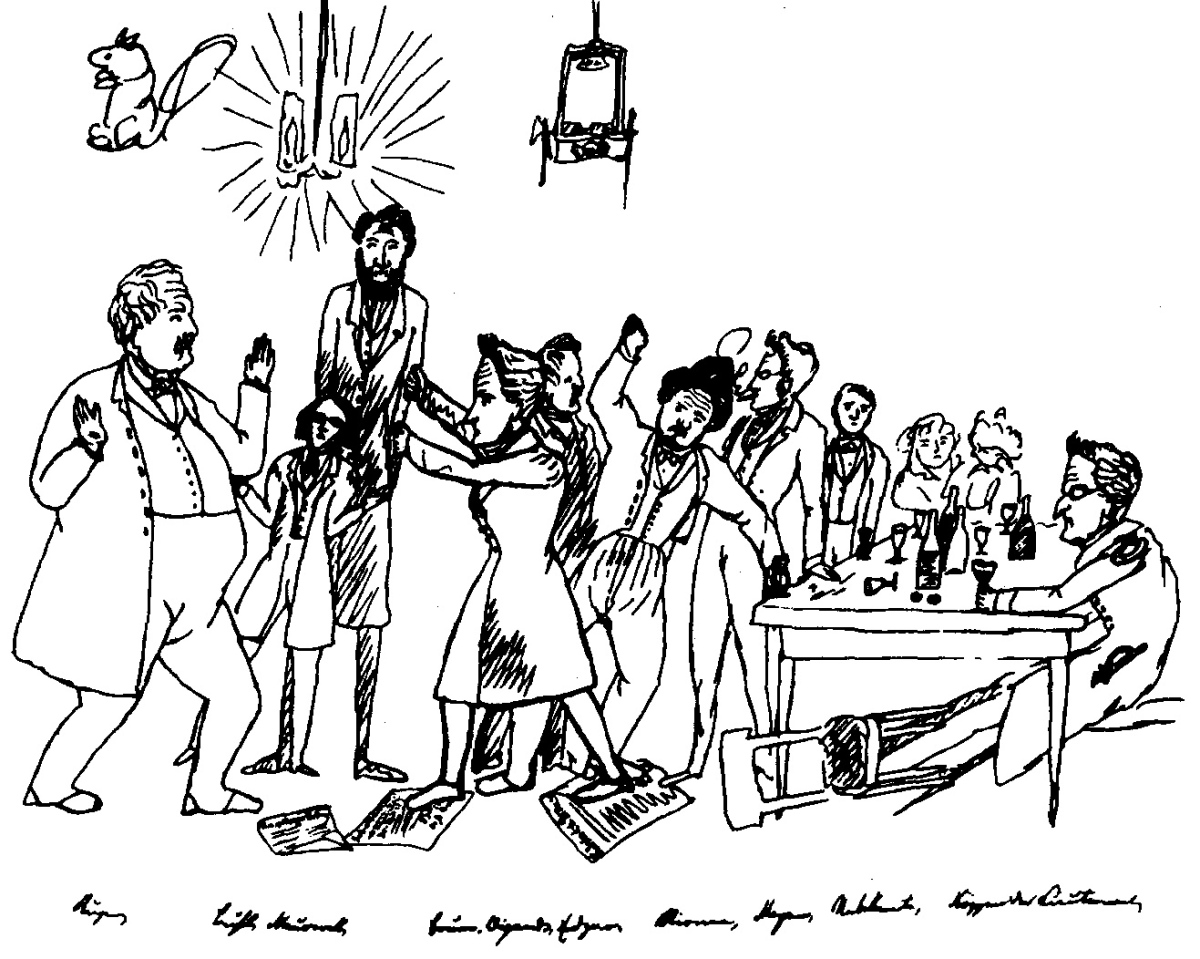
Die Freien von Friedrich Engels

Der Name bezieht sich auf die Gruppe „Die Freien“, eine informelle Gruppe liberaler und sozialistischer Intellektueller, der unter anderen Max Stirner und Friedrich Engels angehörten. Die Freien bildeten einen Debattier-Klub des „radikal-freiheitlichen Oppositionsgeistes“.

## Archiv
Die Bibliothek hat sich zur Aufgabe gestellt, die Geschichte der anarchistischen Ideen – Herrschaftslosigkeit, Basisdemokratie, Selbstorganisation – für die Öffentlichkeit zugänglich zu machen, damit das libertäre Gedankengut für die Gegenwart verwertbar vorliegt. Das Archiv arbeitet mit anderen europäischen Bibliotheken zusammen, insbesondere auf dem Gebiet des Zeitschriften-Archives.
Das Archiv der Bibliothek beherbergt Schriften zur Geschichte des internationalen Anarchismus aus über 100 Jahren. Aus dem Bestand der „Berliner Gesellschaft zum Studium sozialer Fragen“ übernahm die libertäre Bibliothek mehr als 2000 Bücher, über 10.000 Zeitschriften und ist damit eine der umfangreichsten Anarchismus-Sammlungen in Deutschland. Sie enthält Publikationen aus unter anderem Spanien, Russland, China, Frankreich, Mexiko. Innerhalb der Bibliothek existiert auch ein freiwirtschaftliches Archiv. Ebenso sind private Archive zugänglich, z. B. von Rudi Dutschke und Kurt Zube, für die Findmittel erarbeitet wurden, die zum Teil im Berliner Karin Kramer Verlag publiziert wurden.

## Ähnliche Projekte
Ähnliche Projekte sind die Archive von unten, die Bibliothek von unten (Wien) das CIRA (Lausanne) und das Archiv für Alternativkultur (Berlin).